# Solomon Riemann
Solomon Reimann (f. Viena; aprox. 1873) fue un viajero judío europeo.
El relato de sus viajes, Mas'ot Shelomoh, a partir de sus propias notas, fue recopilado por Wolf Schur y publicado en 1884.